# Federação de Futebol das Ilhas Marshall
A Federação de Futebol das Ilhas Marshall (em inglês: Marshall Islands Soccer Federation, ou MISF) é o órgão dirigente do futebol nas Ilhas Marshall. Ela é a responsável pela organização dos campeonatos disputados no país, bem como da Seleção Nacional, apesar de não poder disputar competições oficiais da FIFA e da OFC por não ser afiliada às mesmas.

## História
A federação foi fundada em 2020 com o objetivo de apresentar o esporte a uma nação que antes não tinha história no futebol. Em maio de 2019, começou a construção do Estádio de Atletismo de Majuro. Originalmente construído como sede dos Jogos da Micronésia de 2023, o estádio também serviria como sede do futebol no país.
Em dezembro de 2022, foi anunciado que a MISF havia contratado seu primeiro diretor técnico, o técnico britânico Lloyd Owers, licenciado pela UEFA. Owers seria responsável por criar a estrutura do futebol para o país, incluindo programas de desenvolvimento escolar e juvenil até a seleção nacional.
Em janeiro de 2023, a federação lançou uma campanha GoFundMe. O dinheiro arrecadado seria usado na compra de equipamentos para iniciar o crescimento do esporte no país. Como parte da campanha, também foi anunciado que uma liga nacional estava planejada para começar em 2023, com a seleção nacional disputando uma partida até 2024.